# Gepatschspeicher
Het Gepatschspeicher of de Gepatsch-Stausee is een stuwmeer in de Oostenrijkse deelstaat Tirol. Het ligt op 1765 meter boven NN aan het einde van het Kaunertal, in de gelijknamige gemeente.
Het voedt de waterkrachtcentrale Kaunertalkraftwerk van de TIWAG in Prutz over een hoogteverschil van 793 tot 895 meter. Het stuwmeer, dat een maximumvolume van 138 miljoen kubieke meter water kent en bij volledige stuwing een oppervlakte heeft van 2,6 km², wordt voornamelijk gevoed door de wildrivieren die uitmonden in het Kaunertal. Ook water uit de Taschachbach in het Pitztal wordt naar het Gepatschspeicher gevoerd. Zo wordt een gebied van 279 km² via het stuwmeer ontwaterd.
Deze stuwdam, die volledig uit aarde is opgebouwd en met ter plaatse gewonnen stortstenen is bedekt, werd aangelegd tussen 1961 en 1964. Bij voltooiing was de dam met een lengte van 600 meter en een hoogte van 153 meter de op negen na grootste ter wereld. Het stuwmeer is ongeveer zes kilometer lang. 
Langs het Gepatschspeicher loopt de Kaunertaler Gletscherstraße. 